# E422
För andra betydelser, se E422 (olika betydelser).
E422 är en 82 kilometer lång europaväg som endast går i Tyskland. Den går sträckan Trier - Saarbrücken och ansluter till E44 och E29. E422 är motorväg hela sträckan, och följer den tyska motorvägen A1.